# Балинт Копас
Балинт Копас (на унгарски: Bálint Kopasz) е унгарски състезател по кану-каяк.
Роден е в Сегед, Унгария. Олимпийски шампион е от летните олимпийски игри в Токио през 2020 г. Става световен шампион в Сегед през 2019 г. Двукратен шампион е на Европейските игри в Минск през 2019 г. Участва в олимпиадата в Рио де Жанейро през 2016 г.